# Pseudoheleodromia helvetica
Pseudoheleodromia helvetica is een vliegensoort uit de familie van de dansvliegen (Empididae). De wetenschappelijke naam van de soort is voor het eerst geldig gepubliceerd in 2001 door Wagner.